# لیندسی اسلون
لیندسی اسلون (به انگلیسی: Lindsay Sloane Leikin) (زاده ۸ اوت ۱۹۷۷ لانگ آیلند) بازیگر اهل آمریکا است.
در سریال بال غربی که یک گونه درام سیاسی است بازی کرد. این سریال از ۱۹۹۹ تا ۲۰۰۶ در هفت فصل ساخته شد.
همچنین در سریال‌های دارما و گرگ، سریال آشنایی با مادر و زوج عجیب ایفای نقش داشت.
لیندسی اسلون در فیلم سینمایی انتورایج، او از سطح من بالاتر است، رئیس‌های وحشتناک، آن را روشن کنید، شوهر تصادفی، مجموعه تلویزیونی و بستگان سببی بازی کرد.